# Crandelles
Crandelles település Franciaországban, Cantal megyében. Lakosainak száma 870 fő (2022. január 1.). Crandelles Jussac, Naucelles, Reilhac, Saint-Paul-des-Landes, Teissières-de-Cornet és Ytrac községekkel határos.

## Népesség
A település népességének változása:
| Lakosok száma | 338  | 470  | 560  | 649  | 765  | 818  | 845  | 856  | 861  | 870  |
|               | 1968 | 1982 | 1990 | 2006 | 2013 | 2015 | 2017 | 2019 | 2020 | 2022 |